# Węgier (herb szlachecki)
Węgier – polski herb szlachecki, odmiana herbu Nałęcz, z nobilitacji.

## Opis herbu
W polu czerwonym chusta srebrna, ułożona w koło, związana u dołu, z opuszczonymi końcami.
Klejnot: Ramię zbrojne, srebrne, trzymające takąż włócznię, z takąż chorągiewką, między dwoma takimiż rogami jelenimi.

## Najwcześniejsze wzmianki
Nadany Janowi Węgierowi w 1613. Herb jest wynikiem adopcji do Nałęcza przez Jana Ostroroga.

## Herbowni
Węgier.